# التصوير بالرنين المغناطيسي الوظيفي للراحة
التصوير بالرنين المغناطيسي الوظيفي في حالة الراحة اختصارًا (rsfMRI أو R-fMRI) هي طريقة للتصوير بالرنين المغناطيسي الوظيفي (fMRI) تُستخدم في رسم خرائط الدماغ لتقييم التفاعلات التي تحدث في حالة الراحة أو سلبية المهمة، عندما لا يتم تنفيذ مهمة واضحة. تُحدد عدد من حالات الراحة في الدماغ، واحدة منها شبكة الوضع الافتراضي. تُلاحظ حالات الراحة الدماغية هذه من خلال التغيرات في تدفق الدم في الدماغ مما يخلق ما يشار إليه بالإشارة المعتمدة على مستوى الأكسجين في الدم (BOLD) والتي يمكن قياسها باستخدام التصوير بالرنين المغناطيسي الوظيفي.